# Nicolas Huau
Nicolas Huau est un acteur et directeur de théâtre français du XVIIIe siècle.
Directeur du théâtre d'Abbeville en 1730 et 1731, il est à La Haye cette dernière année, puis obtient la direction du Théâtre de la Monnaie de Bruxelles de 1734 à 1736. Il y fait notamment représenter pour la première fois Zaïre de Voltaire, La Vie est un songe de Louis de Boissy et L'Embarras des richesses de Dallainval.
De retour à La Haye en 1736, il y reste jusqu'en 1741, puis dirige la comédie de Dunkerque de 1741 à 1749 et revient à Bruxelles en 1751.
En 1753, il donne des représentations à Liège et revient encore à Bruxelles, où sa femme meurt en 1756. Sous le nom de Mlle Huau, elle avait publié en 1739 à La Haye Le Caprice de l'amour, comédie en 3 actes.